# Gundel Károly út
A Gundel Károly út, korábban Állatkerti út egy Budapest XIV. kerületében lévő közterület a Városliget határán. Névadója Gundel Károly városligeti vendéglős, gasztronómiai író.

## Jellemzői
Az Állatkerti körút rövid kiágazása az Állatkerti út, amely a Dózsa György úttal (39-41.) köti össze a körutat délnyugati irányban haladva.
Eredeti nevét a mellette elterülő Fővárosi Állat- és Növénykertről kapta 1889-ben. 2011-ben nevezték át Gundel Károly útra.
Délkeleti oldalán a Szépművészeti Múzeum hátsó oldala látszik, északnyugati oldalán az Állatkert díszes kerítése, azon belül a kerítés mellette a Vidraház, valamivel beljebb a Pálmaház fekszik.
Tovább haladva az út és az Állatkert közé beékelődve a Bagolyvár étterem, és a Gundel étterem modern üzemi épülete fekszik. Az Állatkert és az Állatkerti körút találkozásnál van a Gundel étteremnek az épülete. Eredetileg Wampetich-vendéglőnek épült 1894-ben, mai nevét 1910-ben vette fel.
1973-ig az Állatkerti úton volt egy nagyvasúti vágány, amely az M1-es metróvonal régi, felszíni szakaszát kötötte össze az Aréna úti kocsiszínnel.

## Képtár

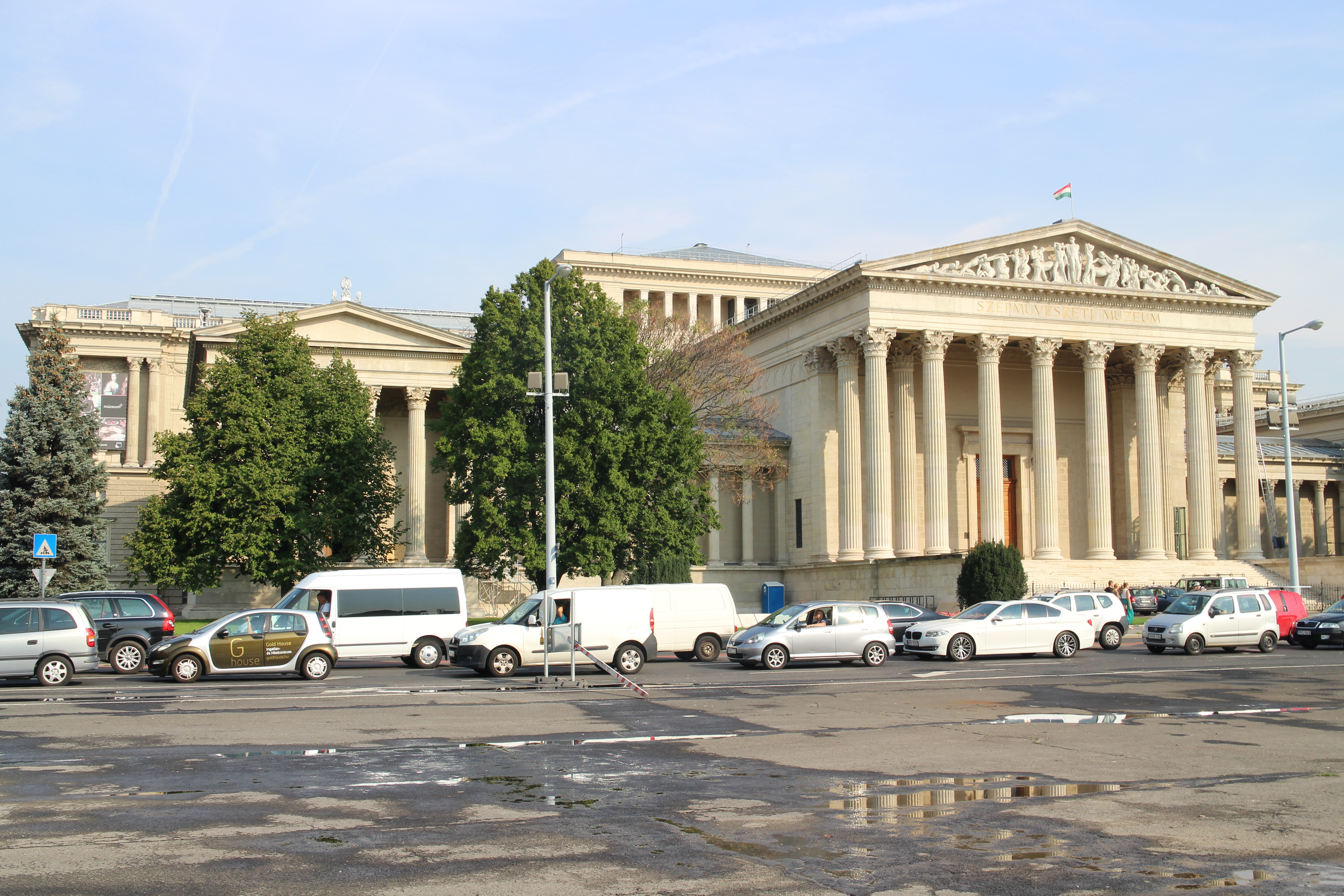
A Szépművészeti Múzeum
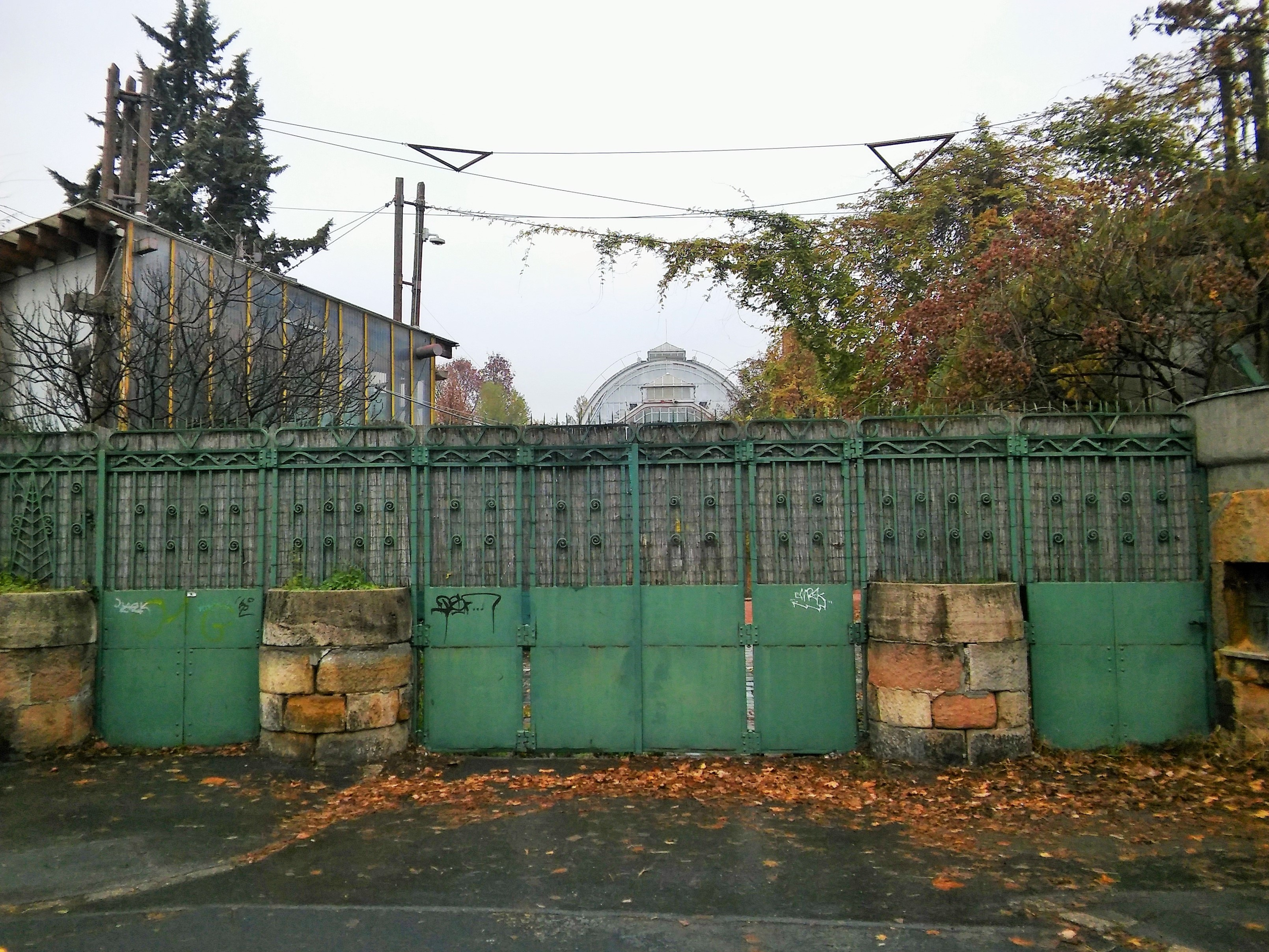
Használaton kívüli bejárat az Állatkertbe
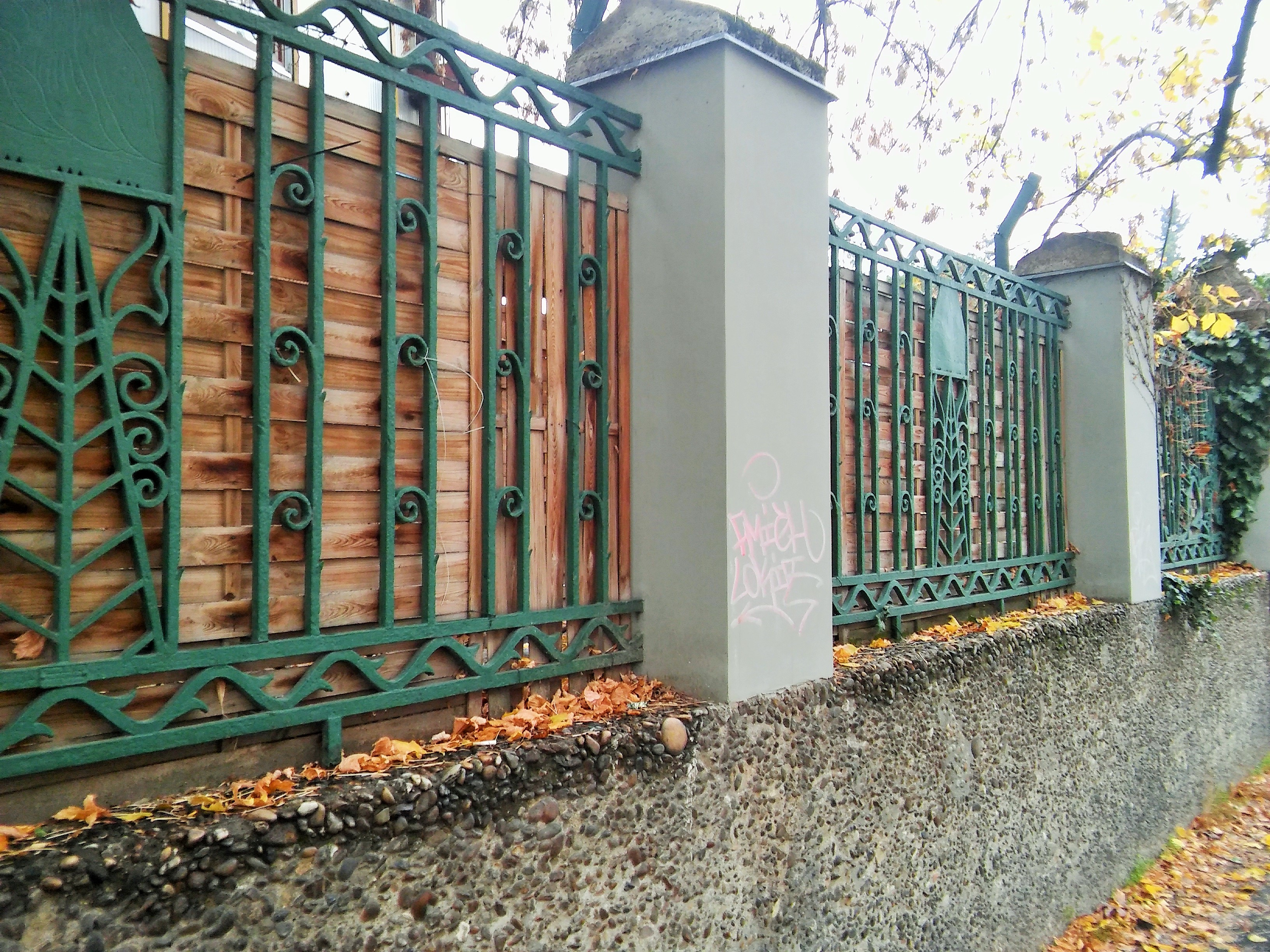
Az Állatkert díszkerítése
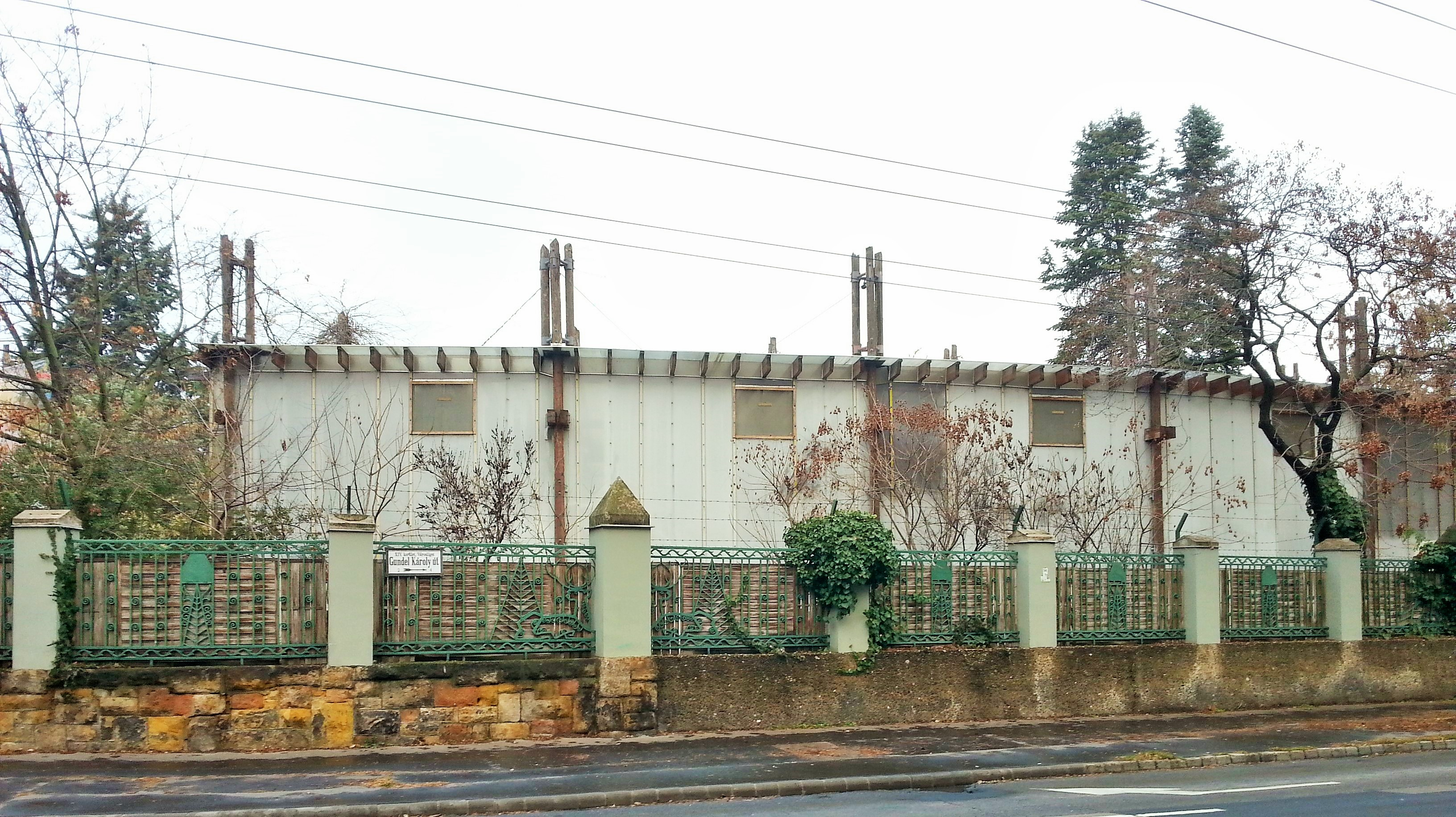
Vidraház
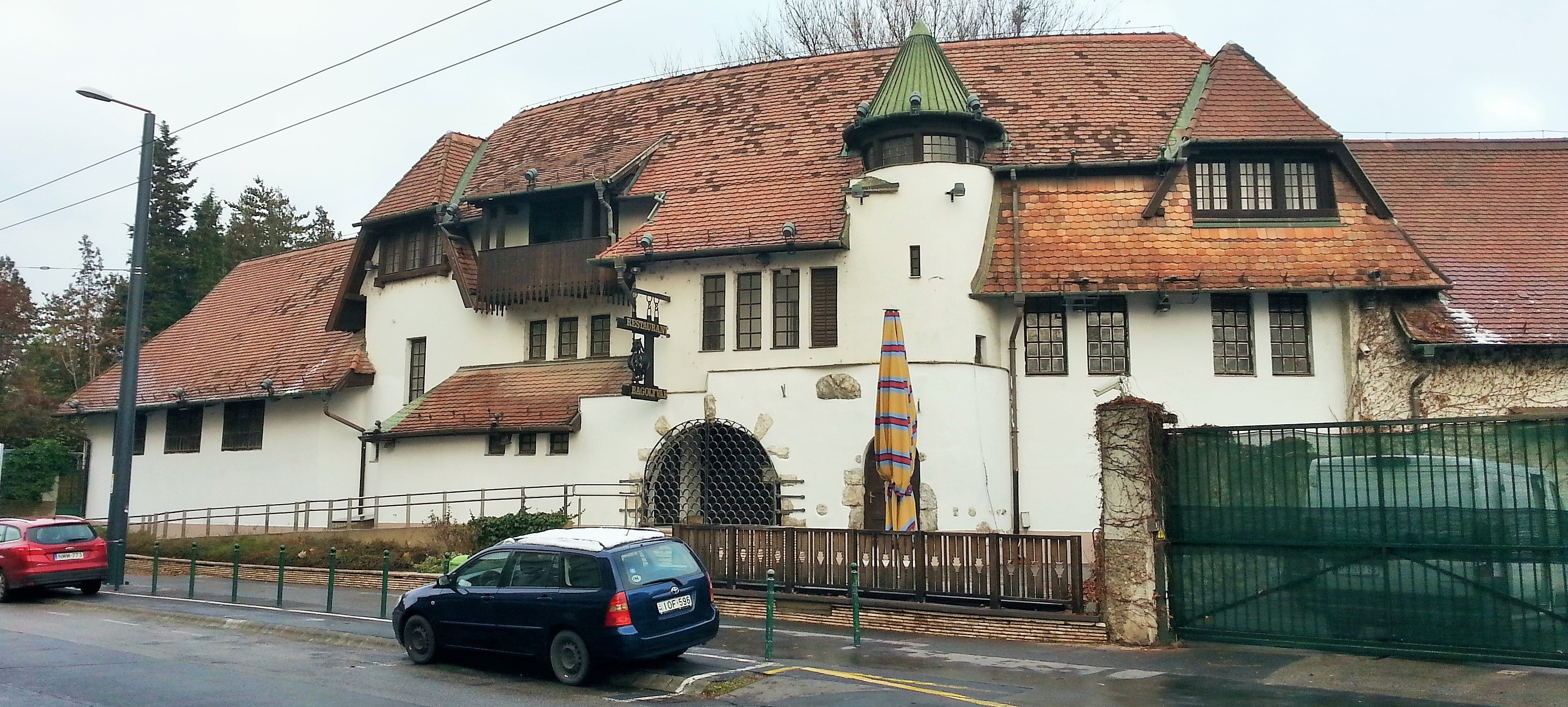
A Bagolyvár étterem
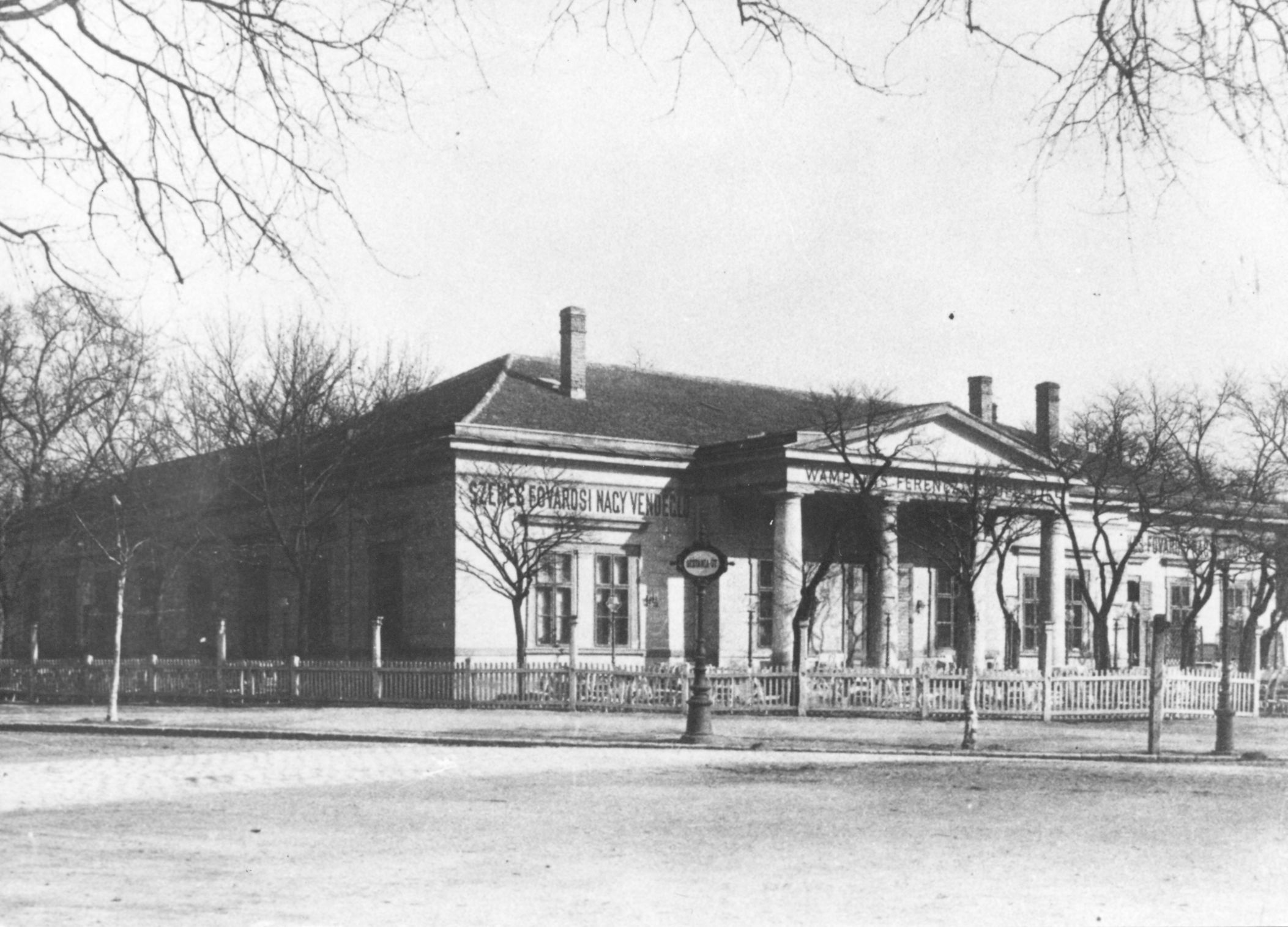
A Wampetich étterem eredeti kinézete
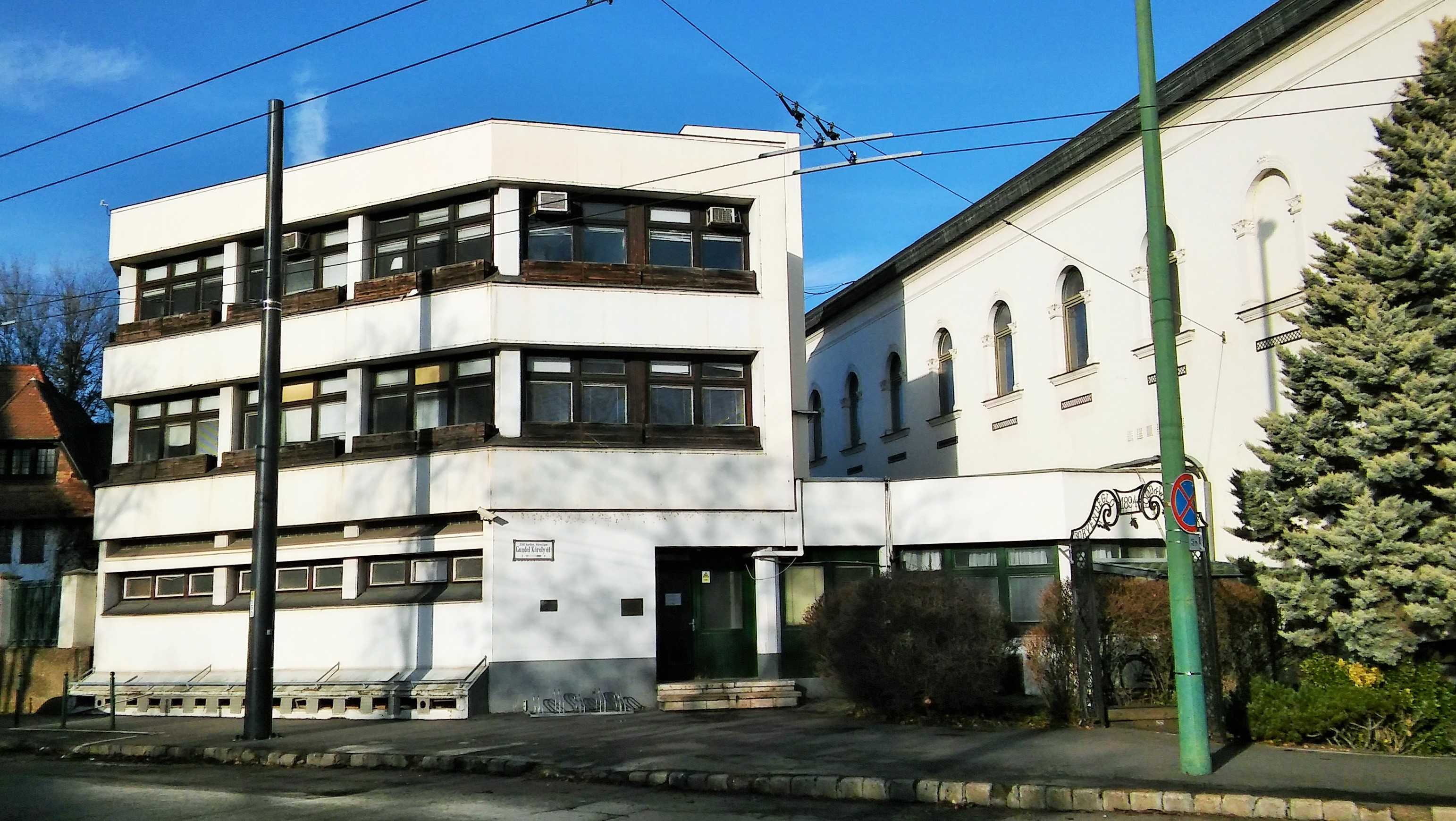
A Gundel étterem modern üzemi épülete
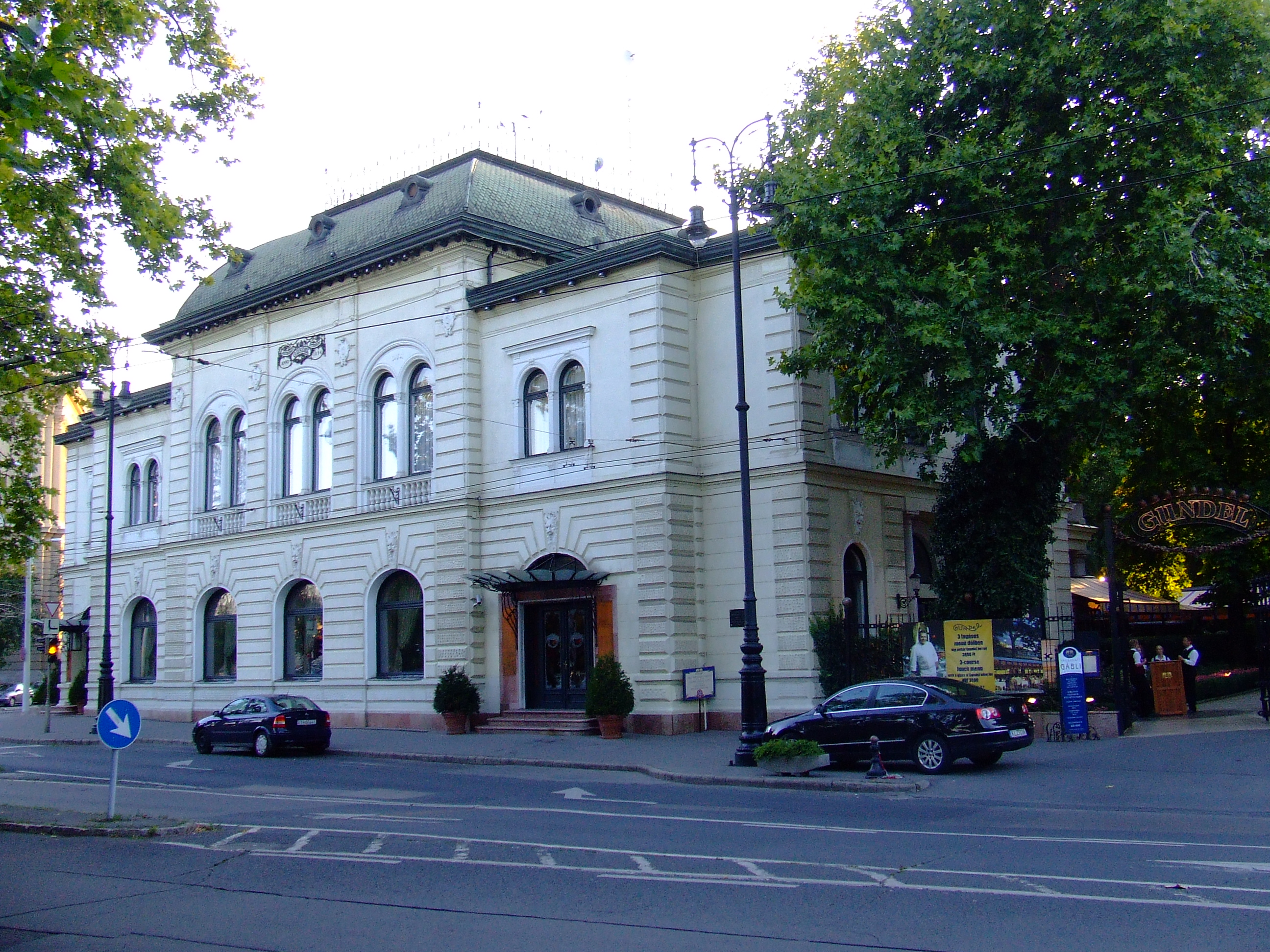
A Gundel étterem
A régi M1 összekötővágány